# Kościół Świętej Rodziny w Tarnowie (powiat goleniowski)
Kościół pw. Świętej Rodziny w Tarnowie – zabytkowa świątynia rzymskokatolicka należąca do parafii pw. św. Antoniego w Rożnowie Nowogardzkim w dekanacie Maszewo archidiecezji szczecińsko-kamieńskiej.

## Budowa i wyposażenie
Kościół bezstylowy, o budowie jednonawowej. Założony na planie prostokąta z wieżą od strony zachodniej. Mury mające grubość ok. 90 cm, wykonano z łamanego kamienia polnego zespolonego zaprawą z gruzem kamiennym. Prócz wieży nie są one otynkowane. Ściany wewnętrzne pokryto gładkim tynkiem pobielonym. Okna z drewnianymi ramami są umieszczone w prostokątnych otworach. Dach, zarówno na wieży, jak i nad nawą, jest dwuspadowy z nachyleniem ok. 40 stopni. Wewnątrz kościoła znajdują się pochodzące z XIX wieku ołtarz, ambona, empora oraz świeczniki. Około 1860 roku kościół wyposażono w organy. 
Obok ołtarza wmurowana jest płyta poświęcona Hermannowi Brunonowi von Petersdorff, który zginął w ostatnich dniach wojny prusko-austriackiej. Umieszczono na niej epitafium następującej treści: 

Ku pamięci Hermanna Brunona von Petersdorff urodzonego tutaj 20 czerwca 1844 roku porucznika w 3 Turyńskim Regimencie Piechoty nr 71, poległego na czele dowodzonego przez siebie oddziału podczas zwycięskiej operacji przeciwko wrogowi w dniu 22 lipca 1866 roku, w ostatniej godzinie walki pod Gamsenberg koło Pressburga. Jego zwłoki zostały pochowane przez jego kameradów na cmentarzu w Murchegg w Dolnej Austrii. Jego dusza odeszła do Boga, od którego przyszła i teraz jest pod jego opieką. Pamięć o nim żyje w sercach wszystkich, którzy go znali, nosił on bowiem w sobie pokój, radość, miłość i poczucie obowiązku, aż po dzień swojej śmierci.

Obok kościoła znajduje się cmentarz ewangelicki. Zachował się na nim m.in. pomnik upamiętniający dwie Matyldy z rodu von Petersdorff.

## Historia
Obecna świątynia z pewnością nie była pierwszym kościołem istniejącym w Tarnowie. Parafia funkcjonowała w tym miejscu już w II połowie XVI wieku. Jej patronami byli właściciele majątku, rodzina von Petersdorff. Do parafii należało gospodarstwo, pastorówka, dom dla wdów po kaznodziejach, dom dla zakrystiana oraz prowadzona przez tego ostatniego szkoła. Miała ona pod sobą również dwa kościoły filialne – w Tarnówku oraz Danowie. 23 lipca 1813 roku połączono ją z parafią w Mostach. 

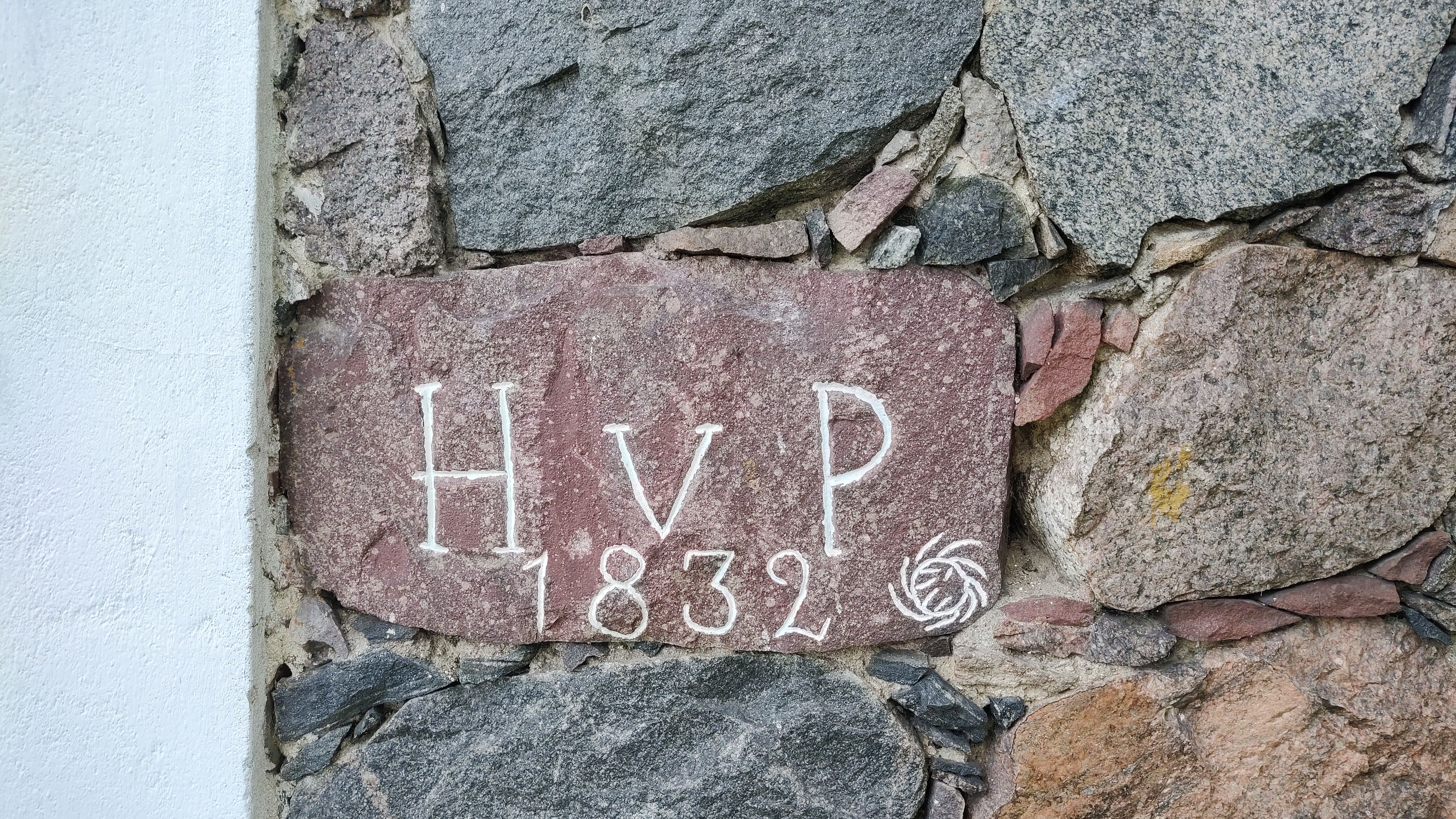
Kamień przy wejściu wschodnim

Na datę budowy współczesnego kościoła wskazuje napis „H.v.P. 1832” wyryty na kamieniu przy wschodnim wejściu. Wieża musi być jednak starsza – pochodziła prawdopodobnie XVIII wieku, pierwotnie była zwieńczona barokowym hełmem z latarnią. Zgodnie z przekazem Hugona Lemckego na wyposażeniu była misa chrzcielna z 1666 roku oraz dwa dzwony: gotycki z 1517 i drugi, wykonany w warsztacie szczecińskim w 1708. 
Poświęcenie kościoła jako świątyni rzymskokatolickiej odbyło się 3 kwietnia 1946 roku.  